# Perithous sundaicus
Perithous sundaicus är en stekelart som beskrevs av Gupta 1982. Perithous sundaicus ingår i släktet Perithous och familjen brokparasitsteklar. Inga underarter finns listade i Catalogue of Life.